# Meliseo
En la mitología griega, Meliseo o Melise (en griego antiguo: Μελισσέυς, Melisséus, esto es «hombre de miel»), fue un rey de Creta que reinaba en el país cuando nació Zeus. Es un personaje secundario y oscuro citado por unos cuantos autores, que a veces lo incluyen ya entre los curetes, ya entre los coribantes. Fue padre, sin mencionar su consorte, de varias hijas cuyo número varía según cada autor. Tomando en cuenta todas las fuentes en su conjunto, las hijas de Meliseo fueron Adrastea, Altea, Amaltea, Ida o Idía e incluso Melisa. Se dice que Melise es el primer hombre que haya ofrecido sacrificios a los dioses e hizo de su hija Melisa la primera sacerdotisa de la Gran Madre (Rea).
En la Biblioteca mitológica se nos dice que después de que Crono devorase a su prole Rea decidió intervenir: «irritada por ello Rea se dirige a Creta, estando encinta de Zeus, lo da a luz en una cueva de Dicte y se lo entrega a los curetes y a las ninfas Adrastea e Ida, hijas de Meliseo, para que lo críen». Nada más se dice acerca de Meliseo, de quien pudiera sobreentenderse que es uno de los mismos curetes. Diodoro Sículo nos dice que Meliseo era en efecto un rey de Creta y padre en este caso de la ninfa Melisa, que alimentó a Zeus niño con la miel, que ella misma había descubierto. Higino, en cambio, alega que tres fueron las hijas de Meliseo: Idía —acaso la misma que Ida—, Altea y Adrastea, a quienes otros creen ninfas oceánides en cambio.
En otra historia Meliseo estaba ubicado en Caria. Se dice que «Tríopas, uno de los hijos de Helio y de Rodo, que estaba en el exilio a causa del asesinato de su hermano Ténages, llegó al Quersoneso donde fue purificado del asesinato por el rey Meliseo; después se hizo a la mar rumbo a Tesalia».
Otra variante más, únicamente citada en Las dionisíacas, hace a Meliseo uno de los coribantes de Eubea, hijos de Soco y de Combe. Estos fueron los guardianes del infante Dioniso, enviados por la propia Rea; a su debido momento se unieron al tíaso de Dioniso en su campaña contra el rey Deríades de la India. A Meliseo se lo describe en combate tal como sigue: «aterrorizó Meliseo a toda una falange de tinieblas, pues había cobrado un coraje inamovible y remedaba el terrible aguijón de la abeja con sus armas, haciendo honor a su nombre». El mismo autor también denomina específicamente curete a Meliseo, tras haberlo incluido antes como uno de los coribantes.